# Rui Jorge
Rui Jorge de Sousa Dias Macedo de Oliveira, mer känd som bara Rui Jorge, född 27 mars 1973 i Vila Nova de Gaia, är en portugisisk fotbollstränare och före detta spelare. Han är sedan 2010 tränare för Portugals U21-landslag. Under sin aktiva karriär spelade han främst för Porto och Sporting Lissabon där han vann Primeira Liga totalt sju gånger.
Han har medverkat i VM 2002 och två upplagor av EM.

## Karriär

### Klubblag
Rui Jorge började spela fotboll för FC Porto 1981. Hans seniordebut gjorde han dock för Rio Ave som han var utlånad till säsongen 1991/92. Han lyckades aldrig ta en ordinarie startplats i Porto och gjorde som mest 23 ligamatcher under en säsong. Han var däremot med om att vinna Primeira Liga fem gånger och den Portugisiska cupen två gånger.
I juli 1998 skrev Rui Jorge på Sporting Lissabon där han direkt blev förstavalet på vänsterbacksplatsen. Under sina sju år i klubben vann han ligan två gånger till. Han avslutade sin karriär i Belenenses där han senare blev tränare i klubbens ungdomslag.
I maj 2009 blev Rui Jorge utsedd till att leda Belenenses i lagets två sista matcher för säsongen efter att tränaren Jaime Pacheco fått sparken efter en 0-5-förlust hemma mot Braga.

### Landslag
Rui Jorge spelade för det portugisiska U21-landslaget som vann silver i U21-EM 1994 och Portugals OS-lag som kom fyra under OS 1996 i Atlanta. Han gjorde debut för A-landslaget mot Norge 20 april 1994, och var med i trupperna till EM 2000 och VM 2002. Han var även med när Portugal vann silver på hemmaplan i EM 2004. Totalt gjorde Rui Jorge 45 landskamper och ett mål.
Sommaren 2010 blev Rui Jorge ny förbundskapten för Portugals U21-landslag. Han tog laget till U21-EM 2015 efter idel vinster i kvalet, och förde laget till final där dock Sverige vann efter straffar.

## Meriter

### Som spelare
Porto
- Primeira Liga: 1993, 1995, 1996, 1997, 1998
- Portugisiska cupen: 1994, 1998
- Portugisiska supercupen: 1993, 1994, 1996

Sporting Lissabon
- Primeira Liga: 2000, 2002
- Portugisiska cupen: 2002
- Portugisiska supercupen: 2000, 2002

Portugal
- U21-EM: Silver 1994
- EM: Silver 2004

### Som tränare
- U21-EM: Silver 2015